# 印度-希臘王國
印度-希臘王國（Indo-Greek Kingdom）有時在中文學術界直接簡稱印希王國。
於公元前180年到公元10年間，建立在古印度西北部和北部的諸多国家，起源於希臘-巴克特里亞國王德米特里一世在公元前二世纪初年入侵印度北部，之後巴克特里亞王國的印度部分與王國分裂，建立許多鬆散的且不同王朝的小國，並統稱希臘-印度王國。疆域橫跨今日的阿富汗、巴基斯坦和印度各一部分，而像是旁遮普的呾叉始羅、今日的錫亞爾科特和查薩達 (Pushkalavati) 皆為當時的重要都市，印度-希臘王國歷任30多位希臘化君主，並且經常相互交戰。
經歷兩世紀的統治，印度-希臘王國在語言、符號、宗教藝術和建築上把古印度、古希臘兩個豐富文化融合一起，之後再擴散影響其他地區，時至今日仍可以感受到這種印度-希臘式文化，尤其在佛教藝術上。

## 歷史
當马其顿帝国的亞歷山大大帝公元前326年在印度西部取得一系列勝利後，並建立許多希臘殖民地如布西發拉斯（今日的傑赫勒姆）。之後，更企圖準備繼續向印度東部的难陀王朝進軍，但他的軍隊由於長年戰爭早已精疲力竭而不肯東進，被迫撤退的亞歷山大留下一部分軍隊保衛在印度的疆土。在亞歷山大逝世後，其中許多留守部隊隨總督歐德摩斯和培松離開印度，去參予繼業者戰爭。這給了新興的孔雀王朝一個大好機會，旃陀羅笈多隨即攻占許多希臘建立的軍事要塞和城市，前305年，更迫使塞琉古帝国的塞琉古一世放棄興都庫什山脈以南的區域從阿拉霍西亞直到印度的原属希臘的領地，讓當地許多希臘移民受到孔雀王朝的統治。直到前200年左右希臘-巴克特里亞王國德米特里一世繼位，乘著孔雀王朝衰敗之際大舉南侵印度，包括阿拉霍西亞、健馱邏和喀布爾河河谷都回歸希臘人統治，奠定了印度-希臘王國的基礎。
當時的印度人稱呼希臘人為Yavana（可能是從愛奧尼亞轉化而來，當時泛指希臘化時的希臘人），並記錄當時Yavana入侵西北印的馬圖拉、无敌城(Saketa)，甚至入侵到印度恆河流域如、般遮罗(Pancala)、華氏城。根據印度史料記載，當Yavana國王Dimita（德米特里一世）在華氏城以南七十公里處的王舍城時，聽到羯陵伽國王迦羅衛羅(Kharavela)軍勢強大和英勇，隨即撤退至馬圖拉來保存它意志消沉的軍隊。

尚未把新征服領土整合在一起，德米特里在公元前180年左右隨即逝世。似乎經過一段混亂時期，王國可能陷入內戰，曾可能是德米特里的一位將軍阿波羅多特斯一世在印度宣布獨立於巴克特里亞之外，他統治著西旁遮普到犍陀罗，可算是第一個真正僅統治印度地區的印度-希臘國王。之後，巴克特里亞國王歐克拉提德一世擊敗一位印度-希臘君主，於公元前170到公元前150年統治印度北部一部分，而米南德一世是下一階段相當重要的印度-希臘國王，似乎發起第二次對印度地區的入侵，他在印度-希臘諸國中統治疆土最大，已發掘出的錢幣也是數量最多最廣。

希臘歷史學家斯特拉波記載：
|  | 希臘人不僅占有巴塔林(Patalene，印度河三角州)一帶並連綿到海岸，包括索拉什特拉和信德的那些國家 |

在印度也記載許多米南德的事蹟，並描述他最終皈依佛教，佛教經典《彌蘭陀王問經》即是他向一位僧侶那先比丘問道的集子。
公元前130年希臘-巴克特里亞王國遭受遊牧民族塞克人和大月氏入侵而滅亡。雖然印度-希臘諸國有興都庫什山脈相隔而倖免，但米南德逝世後的一連串內戰，進一步削弱希臘人的力量，使許多區域漸漸遭印度人奪回，推測之後西部的印度-希臘國王可能跟巴克特里亞歐西德莫斯王朝或歐克拉提德王朝有關，東部則可能是米南德的後代。又因從公元前130年遊牧民族入侵巴克特里亞，斷絕與希臘-巴克特里亞王国的聯繫，之後也幾乎沒有歷史文獻記載有關印度-希臘諸國的事跡，現代對這之後的歷史重建主要靠考古和錢幣發掘。
約公元前100年到前80年間，塞克人開始從德兰吉亚那入侵今日巴基斯坦南部並逐漸侵入印度-希臘王國，約公元前80年年間塞克人首領毛伊斯更建立印度-塞人王國，此後印度-希臘人只能在旁遮普西部殘喘，直到在公元前10年左右最後一位君主被印度-塞人滅亡。

## 藝術
印度-希臘王國的藝術達到相當高的水平，除了在錢幣上保持著希臘在人物雕刻上的優秀工藝外，還有生動的希臘式佛教藝術，並把古典希臘文化和佛教文化结合为一體，促成了犍陀羅佛教藝術的發展，例如犍陀羅的雕塑揭示了希臘藝術對它的影響，「人神」的概念明顯地是從希臘神話文化中啟發出來的。
在藝術上來說，犍陀羅的風格以曲髮、蓋著雙肩的披衣、鞋子或涼鞋和葉型裝飾板為主。而希臘佛教藝術更受到接下來的印度-帕提亞人、印度塞人、贵霜帝国、印度—萨珊人和笈多王朝的繼承和發展。之後這種佛教藝術擴散至南亞、东南亚、中國、韓國、日本，直至今日。

## 重要君主
- 阿波羅多特斯一世
- 米南德一世